# Луї Швітцер

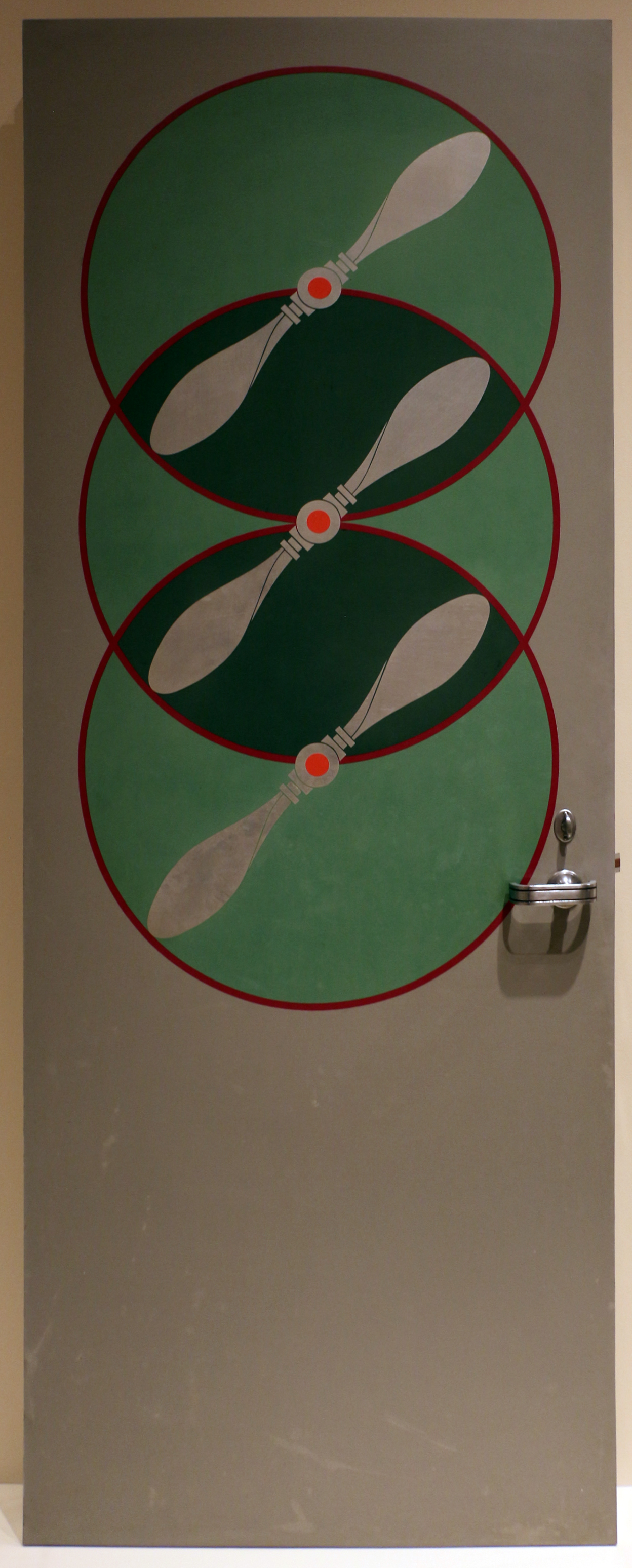
Двері з дому Луїса Швітцера в Індіанаполісі, 1939 р.

Луї Швітцер (англ. Louis H Schwitzer, 29 лютого 1880, Бельсько, Австро-Угорщина — 9 травня 1967) — австро-угорський та американський інженер, бізнесмен та меценат.

## Біографія
Народився 29 лютого 1880 року в місті Бельсько (Австро-Угорщина) і емігрував до Америки до Першої світової війни. Будучи інженером, Швітцер мав великий вплив на проектування гідравліки для використання в автобусних перевезеннях. Він також був піонером вдосконалення автомобільних вентиляторів охолодження, водяних насосів і масляних насосів, а також турбокомпресора. Швітцер збагатився в бізнесі і став меценатом. Студентський центр при Університеті Індіанаполіса носить його ім'я, як і жіночий гуртожиток в сусідньому університеті Батлера.
Будучи водієм автомобільних перегонів, Швітцер виграв першу автомобільну гонку на автодромі Indianapolis Motor Speedway (IMS), п'ятимильній гонці 19 серпня 1909 р. Відомо, що він брав участь у п'яти перегонах на IMS у 1909 та 1910 рр. Швітцер служив у Технічному комітеті автомобільних доріг Індіанаполіса з 1912 року до 1945 року.
На знак визнання внеску Швітцера в ранню історію розвитку американського автоспорту, щорічно після кожного пробігу 500-мильної гонки в Індіанаполісі вручається премія Луїса Х. Швітцера за дизайнерські інновації  (англ. Louis H. Schwitzer Award for Design Innovation).
Помер 9 травня 1967 року. Він похований на кладовищі Кроун Хілл в штаті Індіанаполіс.

## Нагороди та відзнаки
- У 1970 році Швітцера ввели до Автомобільного залу слави. [6]